# Hasenverlag
Der Hasenverlag (Eigenschreibweise HASENVERLAG) ist ein unabhängiger deutscher Verlag mit Sitz in Halle (Saale).

## Programm
Der Schwerpunkt des Verlagsprogramms liegt auf mitteldeutschen Regionalia, insbesondere auf Themen, die mit Halle verbunden sind. Einige Publikationen des Verlages haben auch überregionales Interesse hervorgerufen.
Herausgegebene Reihen sind „Mitteldeutsche kulturhistorische Hefte“, die mit mehr als 40 Heften den Schwerpunkt des Programms bilden, „Reichtum der Provinz“ über Kleinstädte Sachsen-Anhalts und „Maler und Werk“ über hallesche Künstler wie Moritz Götze. So erschienen z. B. mehrere Bücher über den Dichter und Aktionskünstler Matthias Baader Holst, die Industriellenfamilie Riebeck, die Saale und über das Schwarzwohnen in Abrisshäusern während der DDR-Zeit.
Zu den Autoren zählen unter anderem Peter Wawerzinek, Simone Trieder, Udo Grashoff und Moritz Götze.